# (9578) Klyazma
(9578) Klyazma  es un asteroide perteneciente al cinturón de asteroides, descubierto el 3 de abril de 1989 por Eric Walter Elst desde el Observatorio de La Silla, en Chile.

## Designación y nombre
Designado inicialmente como 1989 GA3.
Más adelante, en 2007 fue nombrado por el río Kliazma, con su nacimiento al norte de Moscú y una longitud total de 686 km, fluye suavemente en dirección este. Siempre ha sido un río importante para el transporte, ya que está conectado por el río Oká con el Volga en Nizhny Novgorod.

## Características orbitales
Klyazma orbita a una distancia media del Sol de 2,414 ua, pudiendo acercarse hasta 2,035 ua y alejarse hasta 2,793 ua. Tiene una excentricidad de 0,157 y una inclinación orbital de 1,653° grados. Emplea en completar una órbita alrededor del Sol 1370,18 días.
Pertenece a la familia de asteroides de (135) Hertha.

## Características físicas
Su magnitud absoluta es 14,58. 